# Villa Celiera
Villa Celiera – miejscowość i gmina we Włoszech, w regionie Abruzja, w prowincji Pescara.
Według danych na rok 2004 gminę zamieszkiwało 890 osób, 74,2 os./km².